# عدنان السيد حسين
عدنان السيد حسين (27 فبراير 1954)، وزير سابق وأكاديمي لبناني، وهو رئيس الجامعة اللبنانية السابق. ولد في بلدة اللويزة ـ جنوب لبنان.

## أسرته
متزوج من سهى الرز ولهما ثلاثة أولاد هم: غسان، فراس، ليلى.

## مؤهلاته العلمية
- حائز على الإجازة التعليمية في الرياضيات من كلية العلوم في الجامعة اللبنانية.
- حائز على دبلوم تربوي في التّعليم من المركز التربوي للبحوث والإنماء.
- نال الماجستير في العلوم السياسية سنة 1982.
- حائز على دكتوراه دولة في العلوم السياسية سنة 1989.

## العضويات
- عضو مجلس أمناء منتدى الفكر العربي (2002 ـ 2008).
- عضو الاتحاد العام للأدباء والكتاب العرب.

## العمل الأكاديمي
- درَّس مادة الرّياضيات في قطاعي التعليم الرسمي والخاص بين عامي 1977 و1989.
- أستاذ في كلية الحقوق والعلوم السياسية والإدارية ـ الجامعة اللبنانية سنة 1990.
- في العام 1999 دخل ملاك الجامعة اللبنانية ليحوز في العام التالي رتبة الأستاذية.
- درّس مادة «السياسة الدولية» في الجامعة الإسلامية في لبنان منذ العام 2002.
- أستاذ محاضر في كلية القيادة والأركان للجيش اللبناني منذ العام 1997.
- أستاذ زائر في جامعة الكويت خلال العام 2003.
- عيِّن رئيساً للجامعة اللبنانية منذ 5 تشرين الأول/ نوفمبر 2011 حتى 2016.

## العمل الإعلامي
- رئيس تحرير المجلّة العربيّة للعلوم السياسيّة.

## العمل السياسي
- عُيّن وزيرا للدولة في حكومة الرئيس سعد الحريري التي تشكلت في العام 2009.
- استقال من حكومة الرئيس سعد الحريري وباستقالته سقطت الحكومة بتاريخ 12 كانون الثاني2011. ولذا سُمّي بالوزير الملك.

## مؤلفاته
له 23 مؤلّفاً في العلوم السياسيّة:
- العامل القومي في السياسة المصريّة، دار الوحدة، بيروت 1987.
- التوسّع في الإستراتيجية الإسرائيليّة، دار النفائس، بيروت 1989.
- عصر التّسوية، سياسة كامب ديفيد وأبعادها الإقليميّة والدّوليّة، دار النفائس 1990.
- دراسات في تاريخ المجتمع العربي (مشارك)، دار بيروت المحروسة 1991.
- الانتفاضة وتقرير المصير، دار النفائس 1992.
- السياسات الإدارية في المنشآت الخاصّة، دار النفائس 1993.
- العلاقات الدوليَّة، الحرب والسّلم ومفاهيم أساسيّة، مركز الدّراسات الاستراتيجيَّة، بيروت 1994.
- سلم أوسلو، الدولة ـ القضية ـ الشرق أوسطية (مشارك)، المؤسسة الجامعية للدراسات (مجد)، بيروت 1995.
- الجغرافيا السياسية والاقتصادية والسكانية للعالم المعاصر، (مجد) 1997.
- المشكلة السكانية والسلم الدولي، مركز الإمارات للدراسات الإستراتيجية، أبوظبي 1997.
- النزاعات الأهلية العربية (منسق ومشارك)، مركز دراسات الوحدة العربية، بيروت 1997.
- حقّ تقرير المصير، القضيّة الأرمنيّة نموذجاً، مركز الدراسات الأرمنية، بيروت 1998.
- الاحتلال الإسرائيلي للبنان، الإقطاع ومسألة الانسحاب، مركز الدراسات الاستراتيجيّة 1998.
- نظرية العلاقات الدوليّة، منشورات الجامعة اللّبنانيّة 1998.
- التسوية الصّعبة، دراسة في الاتفاقات والمعاهدات العربيّة الإسرائيليّة، مركز الدراسات الاستراتيجيّة 1998.
- العرب في دائرة النزاعات الدوليّة، مطبعة سيكو، بيروت 2001.
- حقوق الإنسان في الوطن العربيّ (مشارك)، دار الفكر، دمشق 2002.
- تطور الفكر السياسي (مجد)، 2002.
- العلاقات الدّولية في الإسلام، (مجد) 2006، (ترجم إلى الإنكليزية).
- التوسع الأطلسي، (مجد) 2009.
- الأزمة العالميّة، (مجد) 2010.
- القضية الأفغانيّة، (مجد) 2011.
- الأزمة العراقية، (مجد) 2011.